# Lengua Armada Discos
Lengua Armada Discos és un segell discogràfic independent estatunidenc de punk rock i hardcore punk dirigit pel cantant de Limp Wrist i Los Crudos i figura destacada tant en l'escena straight edge com queercore, Martin Sorrondeguy. Compta amb bandes com Look Back and Laugh, Charles Bronson, Severed Head of State i Sin Orden.